# John Everett Millais
John Everett Millais, född 8 juni 1829 i Southampton, Hampshire, död 13 augusti 1896 i Kensington, London, var en brittisk målare. Han grundade 1848 det Prerafaelitiska brödraskapet tillsammans med William Holman Hunt och Dante Gabriel Rossetti.
Hans ungdomsverk Jesus i sina föräldrars hus (1850) orsakade skandal genom den realistiska framställningen av den heliga familjen.

## Liv och verk
Millais föddes i en framstående Jerseyfamilj. Hans otroliga talang gav honom en plats vid Royal Academy Schools då han var endast elva år gammal. På skolan träffade han William Holman Hunt och  Dante Gabriel Rossetti, med vilka han bildade Prerafaelitiska brödraskapet i september 1848 i sin familjs hem på Gower Street vid Bedford Square. 

### Prerafaelitiska arbeten
Millais Jesus i sina föräldrars hus (1850) blev mycket kontroversiell på grund av sin realistiska framställning av den heliga familjen i en snickarverkstad. Även senare arbeten var kontroversiella, men inte i samma omfattning. Millais nådde popularitet genom A Huguenot (1852), vilken skildrade ett ungt par som håller på att separera på grund av religiösa motsättningar. Han återkom till det temat i flera senare arbeten.
Alla dessa arbeten målades med stor vikt vid detaljerna, ofta med inriktning på skönheten och komplexiteten i den verkliga världen. I målningar som Ofelia (1852) skapade Millais täta och genomtänkta bildytor baserade på att integrera de naturliga elementen. Denna ansats har beskrivits som ett sorts "bildmässigt ekosystem".
Stilen förespråkades av kritikern John Ruskin, som hade försvarat prerafaeliterna mot deras kritiker. Millais vänskap med Ruskin gjorde att han träffade Ruskins fru, Effie Gray, som strax därefter började som modell för målningen The Order of Release. Under tiden Millais målade av Effie blev de kära. Trots att hon hade varit gift med Ruskin i flera år, så var hon fortfarande oskuld. Hennes föräldrar förstod att något var fel och hon ansökte om annullering av äktenskapet. 1856, efter att äktenskapet hade annullerats, gifte hon sig med Millais och tillsammans fick de åtta barn. Millais giftermål med Effie blev slutet för hans vänskap med Ruskin. Millais kom senare att utvecklas i riktning från Ruskins och prerafaeliternas idéer och blev sin tids störste akademiske målare och preses för Royal Academy of Arts.

### Senare arbeten
Efter giftermålet började Millais att måla i en allmännare stil, vilken dömdes ut av Ruskin som en katastrof. Det har sagts att Millais förändring av stilen berodde på att han behövde inkomster för att försörja familjen. Kritiker som William Morris anklagade honom för att sälja sig för att nå popularitet och välstånd. Hans beundrare pekade dock på Millais kopplingar till James McNeill Whistler och Albert Joseph Moore, samt influenser från John Singer Sargent. Millais själv hävdade att hans självsäkerhet som konstnär ökade och att han kunde vara djärvare i sina målningar. I sin artikel "Thoughts on our art of Today" (1888) rekommenderade han Velázquez och Rembrandt som modeller att ta efter.
Målningar som The Eve of St. Agnes och The Somnambulist visade på en fortlöpande dialog mellan Millais och Whistler, vars arbeten Millais stödde. Andra målningar från slutet av 1800-talet och 1860-talet kan tolkas som ett föregripande av esteticismen. Många bestod av stora partier med harmoniserande färger och var mer symboliska än berättande. Senare arbeten, från 1870 och framåt, visade Millais vördnad för gamla mästare som Joshua Reynolds and Velázquez. Dessa målningar hade del i en återupplivande av brittisk 1700-talskonst, varav de mest kända var The North West Passage (1874) och Boyhood of Raleigh (1871). De visade på Millais intresse för det växande Brittiska imperiet och världsomspännande upptäckter. Hans sista projekt var en målning som skildrade en vit jägare som låg död på den afrikanska slätten, med två likgiltiga afrikaner som beskådade kroppen. Denna fascination för vildmark och öde platser visade sig även i många landskapsmålningar från den perioden, vilka ofta skildrade svår och farlig terräng. Den första av dessa, Chill October (1870) målades i Perth, nära hans frus föräldrahem. Många andra målades på andra platser i Perthshire, nära Dunkeld och Birnam, där Millais hyrde stora hus varje höst för att jaga och fiska. Millais nådde även stora framgångar med sina målningar för barn, där den mest kända var Bubbles (1886).

### Illustrationer
Millais var även en framgångsrik bokillustratör, speciellt sina arbeten för Anthony Trollope och poemen för Alfred Tennyson. Hans komplexa illustrationer av allegorierna av Jesus publicerades 1864. Hans svärfar beställde målade glasfönster av allegorierna till en kyrka i Perth. Millais gjorde även illustrationer för tidningar som Good Words. 1869 anställdes han som konstnär för den nygrundade nyhetstidningen The Graphic.

### Akademisk karriär
Millias valdes in som medlem i Royal Academy of Arts 1853 och blev strax därefter full medlem i akademien, där han var en framstående och aktiv deltagare. Han belönades med baronettitel 1885, vilket var den första gången en brittisk konstnär hedrades med en ärftlig titel. Efter att Frederic Leighton avled 1896, blev Millais ordförande i Royal Academy, men han avled senare samma år i strupcancer. Han begravdes i Sankt Pauls-katedralen.

## Galleri

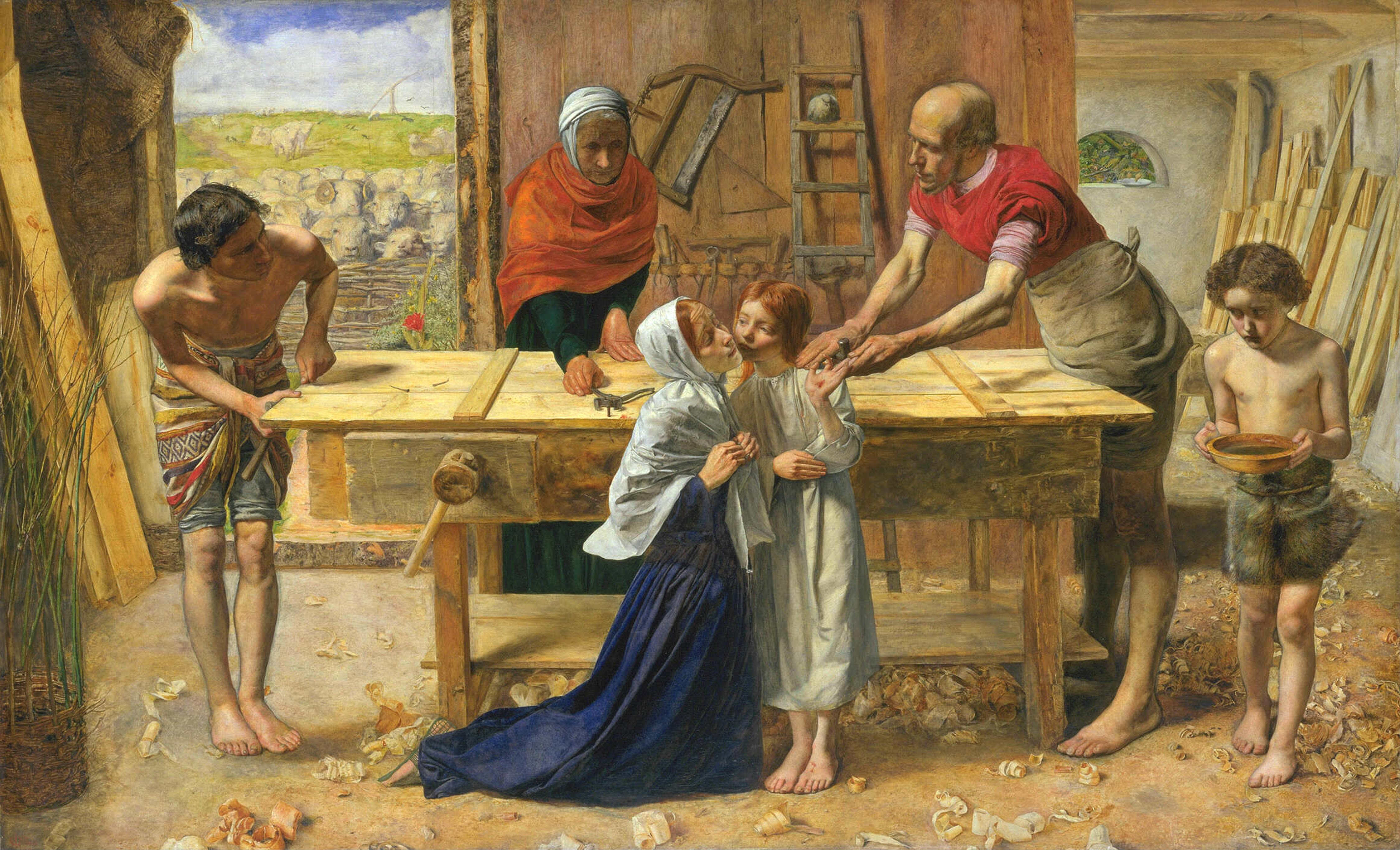
Jesus i sina föräldrars hus (1850)
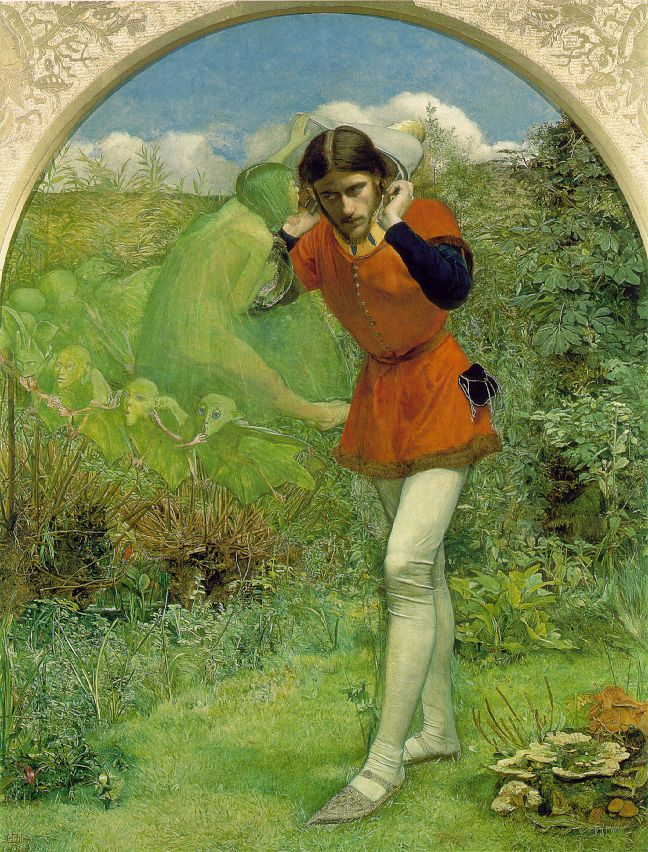
Ferdinand lured by Ariel (1850)
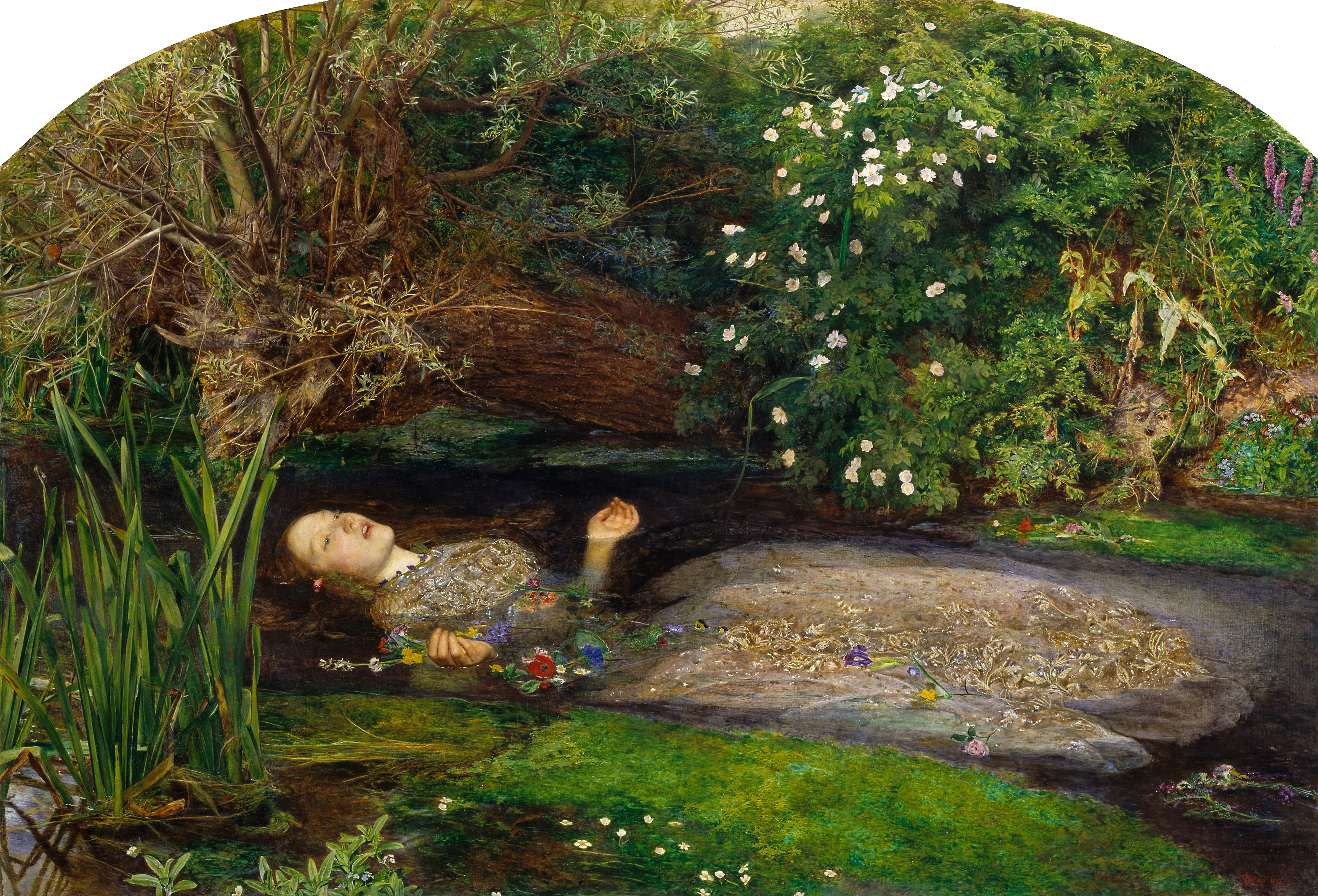
Ofelia (c:a 1851)
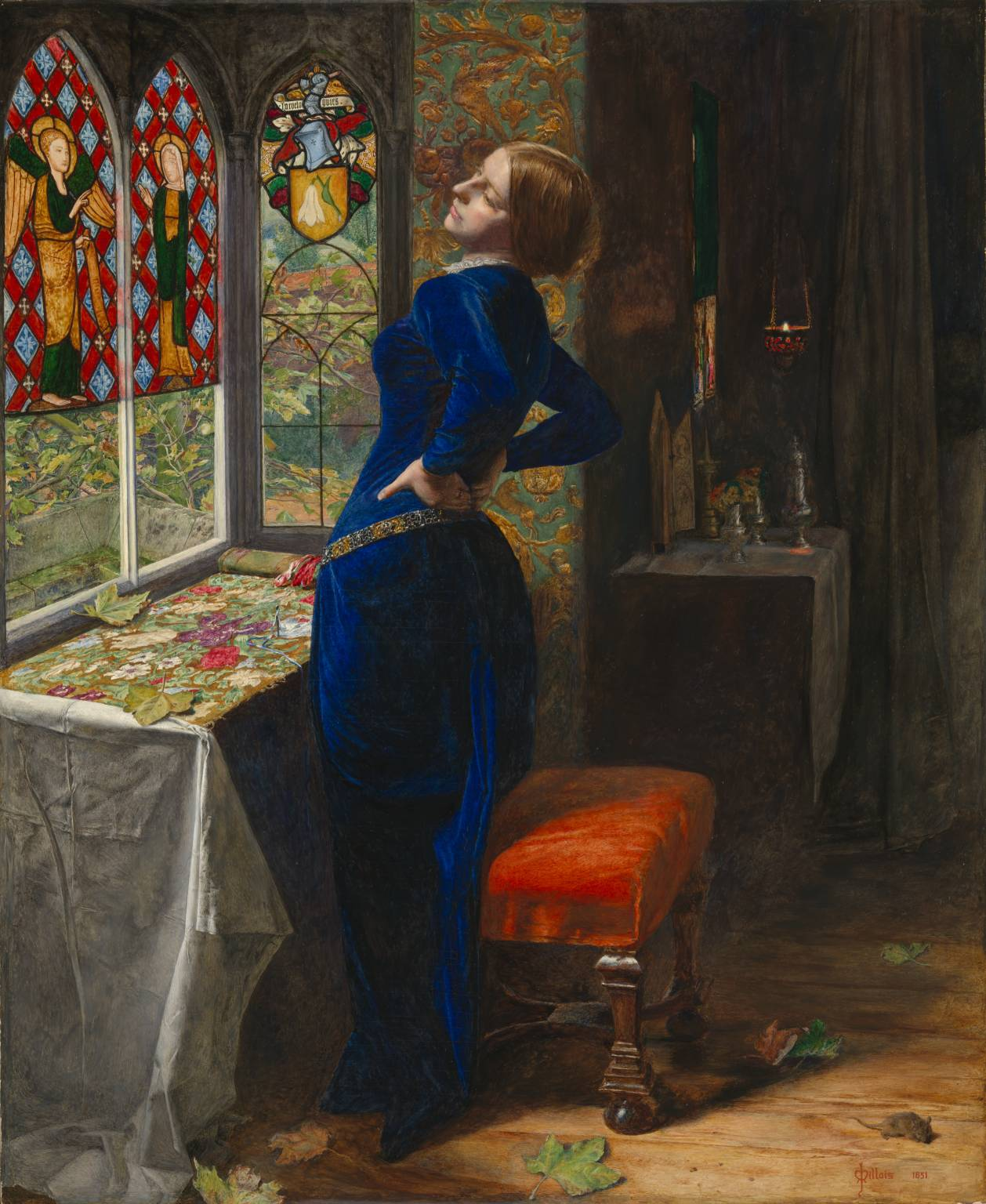
Mariana (1851)
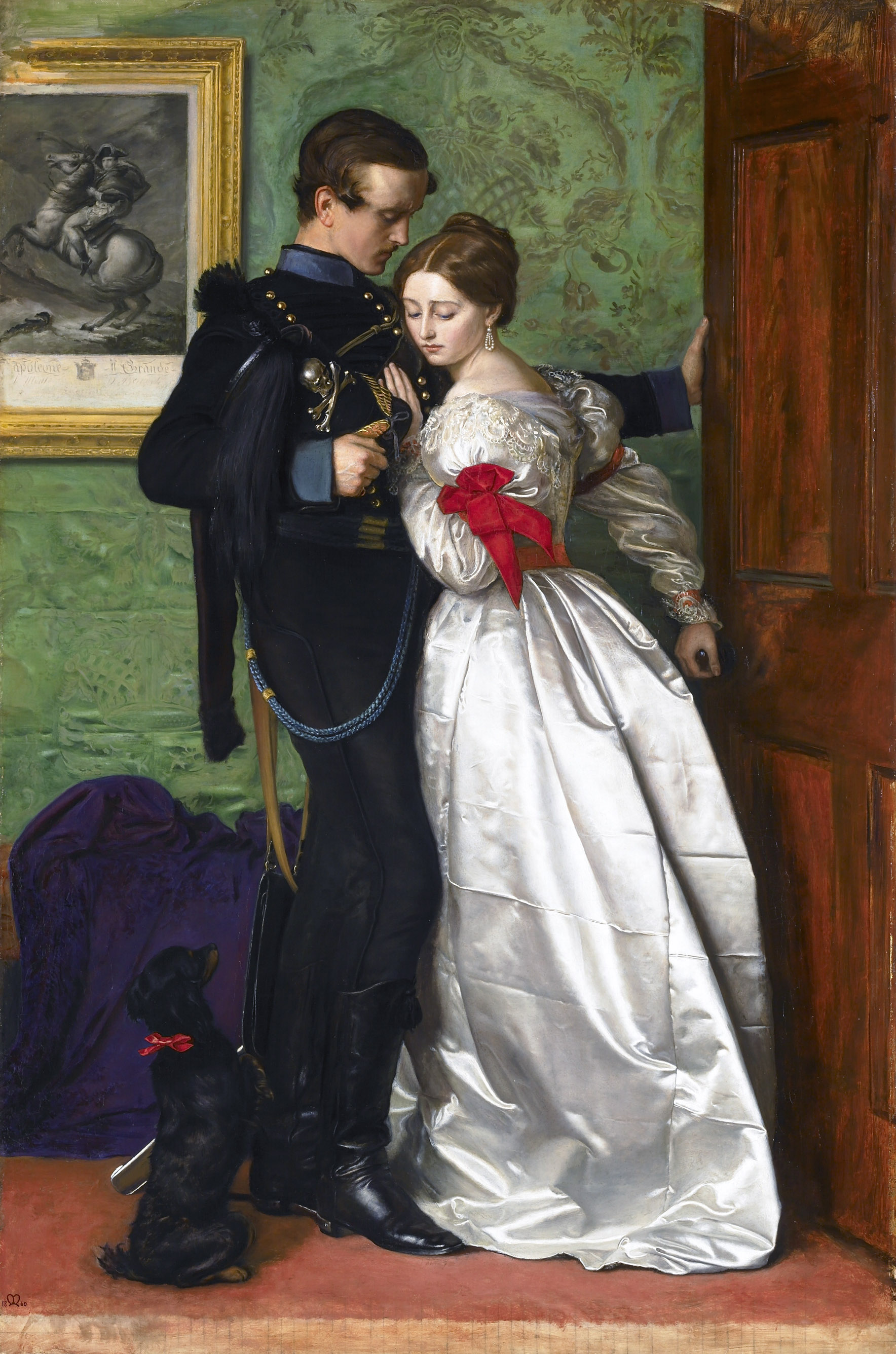
The Black Brunswicker (1860)
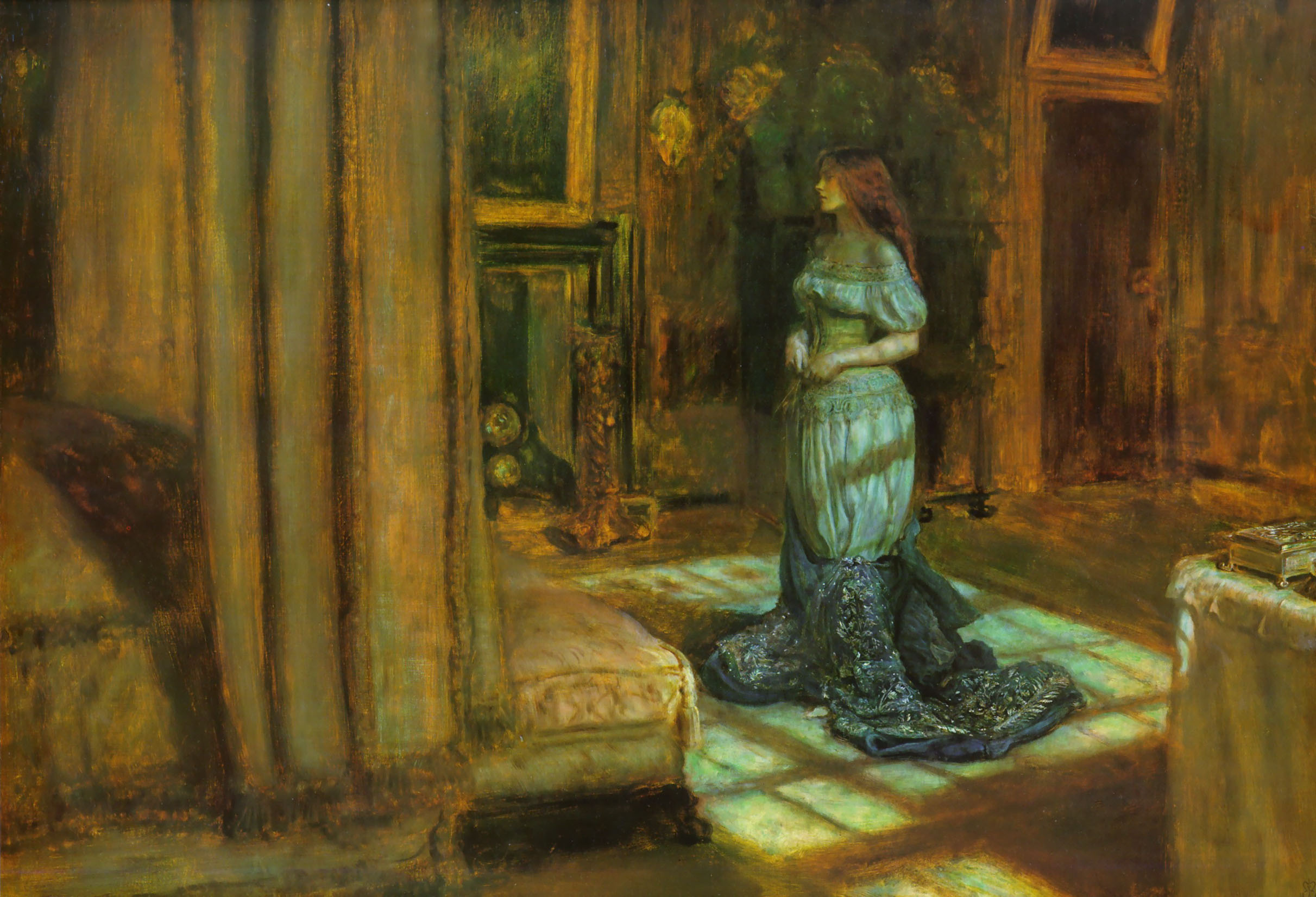
Eve of St Agnes (1863)